# Евжозеро (озеро, северное)
Евжозеро — озеро на территории Ругозерского сельского поселения Муезерского района Республики Карелии.

## Общие сведения
Площадь озера — 5,2 км², площадь водосборного бассейна — 254 км². Располагается на высоте 129,9 метров над уровнем моря.
Форма озера продолговатая: оно вытянуто с севера на юг. Берега изрезанные, каменисто-песчаные, преимущественно заболоченные.
Через озеро протекает река Онда, втекающая в Нижний Выг.
С восточной стороны в озеро впадает протока без названия, текущая из Карнизозера.
В озере расположено не менее шести безымянных островов различной площади.
Код объекта в государственном водном реестре — 02020001311102000007992.